# K. C. Jones
K. C. Jones (Taylor, Texas, 1932. május 25. – 2020. december 25.) olimpiai bajnok amerikai kosárlabdázó, edző. Ő nyerte a harmadik legtöbb NBA bajnoki címet a liga történetében, csapattársai, Bill Russell (11) és Sam Jones (10) után. A Boston Celtics játékosaként és edzőjeként összesen tizenegyet nyert, majd még egyet a Los Angeles Lakers asszisztens edzőjeként. Egyike azon három játékosnak, akik megnyertek nyolc NBA-döntőt, anélkül, hogy egyet is elvesztettek volna. Ő és Bill Russell az egyetlen afroamerikai edzők, akik több, mint egy bajnoki címet nyertek.

## Pályafutása

### Játékosként
1952-ben a San Franciscó-i Egyetemen kezdett kosárlabdázni, ahol 1955-ben és 1956-ban a csapat elnyerte az NCAA-címet. Tagja volt az 1956-os melbourne-i olimpián aranyérmes amerikai válogatottnak. 1958 és 1967 között a Boston Celtics játékosa volt és nyolc NBA bajnoki címet nyert az együttessel.

### Edzőként
1967-ben kezdett edzőként dolgozni a Brandeis egyetemi csapatánál. 1971–1972-ben a Los Angeles Lakers csapatánál segédedzőként kezdi edzői pályafutását az NBA-ban. 1972–1973-ban a San Diego Conquistadors, 1973 és 1976 között a Capital / Washington Bullets vezetőedzője, majd 1976–1977-ben a Milwaukee Bucks segédedzője volt. 1978-ban tért vissza a Boston Celticshez, ahol öt évig segédedzőként tevékenykedett, majd 1983 és 1988 között a csapat vezetőedzője volt. Ebben az időszakban két NBA-címet nyert az együttessel (1984, 1986). 1989 és 1992 között a Seattle SuperSonics csapatánál tevékenykedett előbb segédedzőként, majd két évig vezetőedzőként. 1994–1995-ben a Detroit Pistons, 1996–1997-ben a Boston Celtics segédedzője volt. 1997–1998-ban a New England Blizzard szakmai munkáját irányította vezetőedzőként.

## Sikerei, díjai

### Játékosként
- Olimpiai játékok
  -  Arany: 1956, Melbourne
- NBA-bajnok (8): 1959, 1960, 1961, 1962, 1963, 1964, 1965, 1966

### Edzőként
- NBA-bajnok (2): 1984, 1986
  - Asszisztens edzőként (2): 1972, 1981